# Stasias
Stasias (altgriechisch Στασίας) war ein altgriechischer Bildhauer.
Stasias ist von einer Inschrift auf einer Basis bekannt, die in Kameiros auf Rhodos gefunden wurde. In dieser signiert er eine Statue, die ein Priester der Athene namens Agathokles der Göttin im dorischen Ringhallentempel der Stadt geweiht hatte. Die Weihung ist um das Jahr 276 v. Chr. zu datieren, womit die Schaffenszeit des Stasias, dem bislang keine weiteren Arbeiten zugeordnet werden können, in die erste Hälfte des 3. vorchristlichen Jahrhunderts datiert werden kann. Seine Herkunft wird mit Argos angegeben, sein Wirkort dürfte jedoch Kameiros gewesen sein.